# آجمالیسین
آجمالیسین (انگلیسی: Ajmalicine) یا δ-یوهیمبین یا روباسین، یک داروی ضد فشار خون است که در درمان فشار خون بالا استفاده می‌شود.این ماده یک آلکالوئید است که به طور طبیعی در گیاهان مختلفی مانند فلفل شیطان، گل پریوش و کراتوم یافت می‌شود.
آجمالیسین از نظر ساختاری با یوهیمبین، راولسین و سایر مشتقات یوهیمبن مرتبط است. مانند کورینانتین، به‌عنوان آنتاگونیست گیرنده‌های α1-آدرنرژیک با اعمال ترجیحی نسبت به گیرنده‌های α2-آدرنرژیک عمل می‌کند و زمینه‌ساز اثرات کاهش فشار خون به جای فشار خون بالا است.
افزون بر این، یک مهارکننده بسیار قوی آنزیم کبدی CYP2D6 است که مسئول تجزیه بسیاری از داروها است. میل اتصال آن در این گیرنده ۳.۳۰ نانومتر است.

## همچنین ببینید
- کورینانتین
- راولسین
- اسپگاترین
- یوهیمبین